# She Bangs
Albums de Ricky Martin
Private Emotion
(2000) Nobody Wants to Be Lonely
(2001)
Clip vidéo
[vidéo] « She Bangs (ver. anglaise) », sur YouTube
She Bangs est une chanson du chanteur portoricain Ricky Martin extraite de son sixième album studio, Sound Loaded, sorti en novembre 2000.
En octobre 2000, environ un mois avant la sortie de l'album, la chanson a été publiée en single. C'était le premier single de cet album.
Au Royaume-Uni, elle a débuté à la 3e place du hit-parade des singles (pour la semaine du 29 octobre au 4 novembre 2000).
La chanson a aussi atteint la 1re place en Suède et en Italie, la 2e place en Espagne et en Nouvelle-Zélande, la 3e place en Finlande et en Australie, la 4e place en Norvège, la 7e place en Suisse, la 13e place au Danemark, la 20e place en Wallonie (Belgique francophone), la 21e place en Flandre (Belgique néerlandophone), la 23e place aux Pays-Bas, la 28e place en Autriche, la 34e place en Allemagne et la 36e place en France.